# Фіксики
«Фіксики» (від англ. to fix — «лагодити, виправляти») — російський анімаційний мультсеріал для дітей 3-7 років. Створений за мотивами повісті Едуарда Успенського «Гарантійні чоловічки». Прем'єра відбулася 13 грудня 2010 року. Мультсеріал створений студією «Аероплан». Ідея серіалу належить Олександру Татарському (вказано у завершальних титрах).
2D-анімаційні вставки були виконані українською студією «ToonGuru», кіпрською студією «Toonbox» і російською студією комп'ютерної анімації «Петербург»[джерело?].
Окрім самого мультсеріалу було випущено два повнометражних мультфільми «Фіксики: Великий секрет» та «Фіксики проти кработів».
Також у фіксиків з'явиться спіноф, який буде називатись «Кработи»[джерело?]. Мультсеріал продовжено на 4 сезон, який вийшов 29 лютого 2020 року і мав назву «Фіксики. Новенькі», Фіксики, де з'явилися нові персонажі, а дії мультсеріалу відбуваються в домі Каті.

## Сюжет
Мультсеріал розповідає про сім'ю фіксиків — маленьких чоловічків, які живуть всередині техніки і виправляють її поломки. Всього фіксиків в серіалі з'являється дев'ять: Татус, Мася і їхні діти Сімка і Нолик, дідусь фіксиків Дідус, а також однокласники Сімки і Нолика: Фаєр, Ігрек, Шпуля і Верта. Також в мультсеріалі беруть участь ДімДімич — восьмирічний хлопчик, в будинку якого живуть фіксики, його собака Кусачка породи чихуахуа, батьки хлопчика, павучок Жучка, Катя — подружка ДімДімича, Васька, його однокласник, і бабуся ДімДімича.
У другому сезоні мультсеріалу з'явилися нові герої — професор Геній Євгенович Чудаков і його секретар Лізонька.
 Поява в серіалі вченого-дослідника і нового місця дії розширює наші можливості. Головне, що ми тепер зможемо торкнутися таких тем, про які в обстановці звичайної квартири і за допомогою героя-дитини було не розповісти. Наприклад, ми запускаємо у виробництво серії «Вогнегасник», «Подушка безпеки», «Дроти», «Екотестер». Все це дозволить серіалу «Фіксики» стати більш універсальним і відповісти на більшу кількість «чому?», які батьки чують від дітей. — Георгій Васильєв, продюсер серіалу

## Герої мультсеріалу

### Фіксики
Сімка — дівчинка-фіксик близько 11 років. Кмітлива і активна. Сімка завжди готова прийти на домомогу друзям. При цьому вона діє швидко і рішуче. Сімка навчається в школі Фіксиків, вона найкраща учениця в класі.
Нолик — молодший брат Сімки. З фільму Фиксіки против Кработів йому 7 років. Він привітний і безпосередній. Нолику часом не вистачає знань і досвіду, що не заважає йому мати власну думку. Нолик часто потрапляє у важкі ситуації, з якими сам не може впоратися.
Татус — тато Сімки та Нолика, фіксик екстра-класу, зеленого кольору. В минулому працював на космодромі і займався найскладнішою технікою. Завжди мріяв полетіти в космос і багато років до цього готувався, але так і залишився дублером, про що досі переживає. Любить розповідати про свою юність. Тепер Татус — сімейний фіксик і працює у звичайній квартирі, але як і раніше готовий до подвигів. Вперше з'являється в 4 серії «Будильник».
Мася — дружина Татуса, мама Сімки і Нолика, рожевого кольору. Фіксик високої кваліфікації, особливо добре розбирається в кухонній техніці. Дуже любить чистоту і порядок, легко справляється з рутинною роботою. Турботлива. Більш практична, ніж її мрійливий чоловік, іноді бурчить на людей за недостатньо дбайливе ставлення до приладів. Вперше з'являється в 3 серії «Пилосос».
Дідус — дідусь Сімки та Нолика, фіксик коричневого кольору, схожий на стародавніх фіксиків і за зовнішнім виглядом сильно відрізняється від інших. У нього зберігаються давня мудрість і звичаї, а також він чудовий оповідач і вчитель юних фіксиків! Вперше тривимірний Дідус з'являється в 26 серії «Музична скринька».
Фаєр — представник молодшого покоління фіксиків, однокласник Сімки. Душа компанії, вічний двигун, новатор і діяч — усі ці епітети як можна підходять одинадцятирічному Фаєру. Енергійний фіксик має світлодіоди яскраво-червоного кольору. Часто про нього говорять «Мотор нашого класу». Вперше з'являється в 53 серії «Команда».
Ігрек — десятирічний фіксик фіолетового кольору. Він вчиться в одному класі з Сімкою, і вважається найрозумнішим фіксиком в місцевій школі. Йому немає рівних, коли справа стосується вирішення складних завдань. Ігрек — типовий мислитель і теоретик, а з практикою він воліє не зв'язуватися. Друзі часто жартують над його незручністю. Часто про нього говорять «Мозок нашого класу». Вперше з'являється в 53 серії «Команда».
Шпуля — одинадцятирічна однокласниця Сімки, і за сумісництвом її найкраща подруга. Цю дівчинку відрізняє жовтий колір світлодіодів і найлегша вдача. Добра, дуже довірлива і чесна Шпуля готова повірити в будь-яку нісенітницю, помирити затятих сперечальників і стати душею величезної компанії. Шпуля настільки позитивна, що з нею неможливо сваритися! Часто про неї кажуть «Душа нашого класу». Вперше з'являється в 53 серії «Команда».
Верта — одинадцятирічна однокласниця Сімки. Ця чарівна дівчинка-фіксик може похвалитися найкрасивішими світлодіодами в класі: ніжно-зеленого кольору. Всі хлопчики в захваті від Верти, а вона — від свого відображення в дзеркалі. Дуже цілеспрямована, завжди перша Верта може допомогти друзям у складній ситуації. Правда, для початку їм потрібно придумати гідні аргументи. Часто про неї говорять «Обличчя нашого класу». Вперше з'являється в 53 серії «Команда».
Фаєрверк — головний антагоніст повнометражного фільму «Фіксики: Великий секрет». Є альтер-его Фаєра.
Альт — синьо-блакитний Фіксик-хлопчик з дредами, які мають жовтий колір на кінчиках, що, ймовірно, є натяком на оптоволокно. Він носить комбінезон темно-синього кольору з жовтими вставками, який подібно до костюмів Верти і Злого Файера має широкий комір. Альт розумний, сміливий, ввічливий і приємний у спілкуванні. Захоплюється генною інженерією.
Перша поява — «Фіксики проти кработів».
Мега — червоно-оранжевий Фіксик-дівчинка. У неї червоне волосся, що нагадує кришталеві голки. Шкіра у неї має жовтуватий відтінок, а її брови тонші ніж у всіх інших Фіксиків. У вигляді маскування Мега виглядає як невеликий оранжевий гвинтик з зубчастою головкою. Зріст і, можливо, вік Меги майже такий же, як і у Нолика. Мегу можна назвати «бойовою» дівчинкою — вона любить активний спосіб життя і відмінно літає на фіксиборді, при цьому відчуває себе дорослішою, ніж є насправді. Ще одним захопленням Меги є соціальні мережі, а також, за її словами, їй подобаються весілля. Незважаючи на свій маленький вік, вона дуже кмітлива, доброзичлива і чуйна. Але при цьому як і Сімка, Мега володіє саркастичним характером, постійно робить іронічні зауваження. Перша поява — «Фіксики проти кработів».
Фрик

### Інші персонажі
ДімДімич (Дмитро Дмитрович Кудикін) — хлопчик восьми років. Він допитливий і цікавиться технікою. За вдачею ДімДімич — фантазер. Граючи в якусь гру, він захоплюється, забуваючи про час, а іноді — і про обережність. Дружить з Фіксиками і професором Чудаковим, а також є другою людиною, що знає таємницю про Фіксиків.
Батьки ДімДімича — звичайні батьки, що нечасто приділяють належної уваги своїй дитині, але вони дуже люблять ДімДімича та іноді навіть беруть участь в його іграх і пригоди. Батько ДімДімича (Дмитро Кудикін) — журналіст, а мати (Любов Кудикіна) — стоматолог.
Геній Євгенійович Чудаков — професор, чоловік Еріки, давній друг Дідуса, а також — перша людина посвячена в таємницю Фіксиків. Трохи розсіяний, а його прізвище говорить саме за себе. Він давно знає про існування Фіксиків, але нікому про це не розповідає. В лабораторії професора, куди постійно приносять для лагодження та випробовування найрізноманітніші прилади та пристрої, дуже зручно проводити уроки школи Фіксиків!
Лізонька — дуже вразлива секретарка професора Чудакова. Про Фіксиків не знає, проте здогадується, що в лабораторії хтось є, і намагається їх зловити. У повнометражному фільмі «Фіксики проти кработів» вийшла заміж за Капітана і залишилася з ним на кораблі.
Кусачка — собачка породи чихуахуа, має досить поганий характер. Для людей вона іграшка, і ніхто не здогадується про те, що в душі Кусачка — справжній сторожовий собака! На відміну від людей, Кусачка чує присутність Фіксиків і дратується, що ніяк не може їх зловити.
Жучка — або жучок, або павучок, давно живе в квартирі і з цікавістю спостерігає за Фіксиками. Жучка — істота беззвучна, але дуже емоційна. Швидко бігає. Миттєво ховається. Скрізь лізе без дозволу.
Катя — подруга ДімДімича, про яку той неодноразово згадує. У 21-й серії «Ліхтарик» вона не показується, але ДімДімич спілкується з нею за допомогою ліхтарика. Є сусідкою і однокласницею ДімДімича. У 103-ї серії «Невидимі чорнила» Катя зізнається ДімДімичу в симпатії. Перша поява героїні — у фільмі «Фіксики: Великий секрет», де вона дізнається про Фіксиків і стає третьою людиною, посвяченою в таємницю їх існування, а також першою жінкою в команді. Вперше Катя була показана в мультсеріалі в 154-й серії «Хокей».
Васька — друг ДімДімича, про якого той згадує в деяких серіях. Вони разом навчаються, гуляють і іноді грають в ігри через Інтернет. Поява — в 51-й серії «Мікрофон»: з ним ДімДімич розмовляє по комп'ютеру, і в 133-й серії «Вірус»: з ним ДімДімич грає в перегони. Згадується в 1 і 50 серії. Однак фізично в серіалі він не з'являється.
Еріка — жінка-науковець, раніше вона і Чудаков були друзями, але одного чудового дня посварилися через те, що Геній Євгенійович нечесно здобув перемогу в конкурсі молодих вчених, і довго не бачили один одного. Але одного разу Еріка знову зустрілася зі своїм колишнім одногрупником і викликала його на дуель, в якій професору допомагатимуть Фіксики, а Еріці — її власна розробка — маленькі крабоподібні роботи під назвою кработи. Від перемоги буде залежати розголошення або збереження секрету Фіксиків. Однак, несподівано для себе, Еріка змінюється в кращу сторону: в ході дуелі вона розуміє, що дружба важливіша за все на світі (навіть за призи та дипломи за перші місця в конкурсах) і вибачається перед Генієм Євгенійовичем та його друзями. В кінці фільму Еріка стає дружиною професора Чудакова, а також четвертою людиною, посвяченою в таємницю Фіксиків, і другою, після Каті, жінкою в команді.

## Український дубляж
Дубльовано на студії дубляжу.
- Віктор Григор'єв — Нолик[9], ДімДімич
- Наталія Романько — Сімка, Фаєр, Мама ДімДімича
- Катерина Брайковська — Мася, Шпуля, Верта, Ігрек, Лізонька, Катя, Мега
- Матвій Ніколаєв — Тато ДімДімича, Дідус
- Юрій Сосков — Татус, Професор Чудаков, Фрик

## Список серій
| Номер | Оригінальна назва | Дата виходу       | Дата виходу на YouTube |
| ----- | ----------------- | ----------------- | ---------------------- |
| 1     | Сифон             | 13 грудня 2010    | 8 листопада 2011       |
| 2     | Компакт-диск      | 14 грудня 2010    | 8 листопада 2011       |
| 3     | Будильник         | 15 грудня 2010    | 20 липня 2012          |
| 4     | Пилосос           | 16 грудня 2010    | 23 липня 2012          |
| 5     | Пульт             | 14 лютого 2011    | 26 липня 2012          |
| 6     | Холодильник       | 17 лютого 2011    | 2 серпня 2012          |
| 7     | Кодовий замок     | 18 лютого 2011    | 30 липня 2012          |
| 8     | Есемески          | 28 лютого 2011    | 8 листопада 2011       |
| 9     | Повітряна куля    | 23 березня 2011   | 8 листопада 2011       |
| 10    | Електрочайник     | 24 березня 2011   | 6 серпня 2012          |
| 11    | Зубна щітка       | 24 травня 2011    | 13 серпня 2012         |
| 12    | Мікрохвильова піч | 26 травня 2011    | 9 серпня 2012          |
| 13    | Гвинтики          | 1 вересня 2011    | 20 серпня 2012         |
| 14    | Залізниця         | 2 вересня 2011    | 16 серпня 2012         |
| 15    | Деталька          | 3 вересня 2011    | 22 грудня 2011         |
| 16    | Степлер           | 7 вересня 2011    | 24 серпня 2012         |
| 17    | Акваріум          | 9 вересня 2011    | 27 серпня 2012         |
| 18    | Клавіатура        | 12 вересня 2011   | 22 грудня 2011         |
| 19    | Кулькова ручка    | 14 вересня 2011   | 13 вересня 2012        |
| 20    | Мобільний телефон | 16 вересня 2011   | 6 вересня 2012         |
| 21    | Ліхтарик          | 6 грудня 2011     | 12 травня 2012         |
| 22    | Пральна машина    | 8 грудня 2011     | 17 вересня 2012        |
| 23    | Робот             | 13 грудня 2011    | 20 вересня 2012        |
| 24    | Термометр         | 14 грудня 2011    | 9 жовтня 2012          |
| 25    | Магніт            | 16 грудня 2011    | 12 травня 2012         |
| 26    | Музична скринька  | 20 грудня 2011    | 24 вересня 2012        |
| 27    | Гірлянда          | 21 грудня 2011    | 1 жовтня 2012          |
| 28    | Коротке замикання | 22 грудня 2011    | 5 жовтня 2012          |
| 29    | Фен               | 26 грудня 2011    | 2012                   |
| 30    | Вентилятор        | 28 грудня 2011    | 2012                   |
| 31    | Компас            | 10 лютого 2012    | 2012                   |
| 32    | Сонячна батарея   | 24 лютого 2012    |                        |
| 33    | Кораблик          | 20 березня 2012   |                        |
| 34    | Збиті вершки      | 22 березня 2012   |                        |
| 35    | Важіль            | 25 березня 2012   |                        |
| 36    | Чарівна паличка   | 29 березня 2012   |                        |
| 37    | Нічник            | 22 травня 2012    |                        |
| 38    | Застібка-змійка   | 24 травня 2012    |                        |
| 39    | Мультик           | 1 вересня 2012    |                        |
| 40    | Міксер            | 15 жовтня 2012    |                        |
| 41    | Лупа              | 19 жовтня 2012    |                        |
| 42    | Папір             | 22 жовтня 2012    |                        |
| 43    | Сигналізація      | 24 жовтня 2012    |                        |
| 44    | Термос            | 26 жовтня 2012    |                        |
| 45    | Ваги              | 24 листопада 2012 |                        |
| 46    | Скарбничка        | 26 листопада 2012 |                        |
| 47    | Консервна банка   | 30 листопада 2012 |                        |
| 48    | Інтернет          | 4 грудня 2012     |                        |
| 49    | Детектор брехні   | 5 грудня 2012     |                        |
| 50    | Карамелька        | 6 грудня 2012     |                        |
| 51    | Мікрофон          | 7 грудня 2012     |                        |
| 52    | Дзеркало          | 24 грудня 2012    |                        |

| Номер  | Оригінальна назва   | Дата виходу       | Дата виходу на YouTube |
| ------ | ------------------- | ----------------- | ---------------------- |
| 53/1   | Команда             | 13 січня 2013     |                        |
| 54/2   | Кубик Нолика        | 20 січня 2013     |                        |
| 55/3   | Катапульта          | 27 січня 2013     |                        |
| 56/4   | Пляма               | 19 лютого 2013    |                        |
| 57/5   | Вентиляція          | 21 січня 2013     |                        |
| 58/6   | Сила тертя          | 26 березня 2013   |                        |
| 59/7   | Помагатор           | 28 березня 2013   |                        |
| 60/8   | Дверний дзвінок     | 2 квітня 2013     |                        |
| 61/9   | Маскування          | 4 квітня 2013     |                        |
| 62/10  | Рівень              | 2 липня 2013      |                        |
| 63/11  | Лом                 | 4 липня 2013      |                        |
| 64/12  | Пластилін           | 9 липня 2013      |                        |
| 65/13  | Ланцюгова реакція   | 24 вересня 2013   |                        |
| 66/14  | Глобус              | 11 листопада 2013 |                        |
| 67/15  | Фотоапарат          | 19 листопада 2013 |                        |
| 68/16  | Штрих-код           | 26 листопада 2013 |                        |
| 69/17  | Протез              | 3 грудня 2013     |                        |
| 70/18  | Лялька, що говорить | 10 грудня 2013    |                        |
| 71/19  | Барабан             | 23 грудня 2013    |                        |
| 72/20  | Калейдоскоп         | 27 грудня 2013    |                        |
| 73/21  | Труби               | 28 грудня 2013    |                        |
| 74/22  | Дроти               | 10 лютого 2014    |                        |
| 75/23  | Навігатор           | 11 лютого 2014    |                        |
| 76/24  | Обладунки           | 12 лютого 2014    |                        |
| 77/25  | Вогнегасник         | 13 лютого 2014    |                        |
| 78/26  | Годинник            | 14 лютого 2014    |                        |
| 79/27  | Маніпулятор         | 23 лютого 2014    |                        |
| 80/28  | Відеозв'язок        | 24 березня 2014   |                        |
| 81/29  | Рефлекси            | 25 березня 2014   |                        |
| 82/30  | Духовка             | 26 березня 2014   |                        |
| 83/31  | Собака              | 27 березня 2014   |                        |
| 84/32  | Грамофон            | 7 липня 2014      |                        |
| 85/33  | Ключ-карта          | 8 липня 2014      |                        |
| 86/34  | Бджола              | 9 липня 2014      |                        |
| 87/35  | Екотестер           | 10 липня 2014     |                        |
| 88/36  | Подушка безпеки     | 1 вересня 2014    |                        |
| 89/37  | Батарейки           | 2 вересня 2014    |                        |
| 90/38  | Інструкція          | 3 вересня 2014    |                        |
| 91/39  | Шахи                | 4 вересня 2014    |                        |
| 92/40  | Лабораторія         | 11 жовтня 2014    |                        |
| 93/41  | Театр тіней         | 13 жовтня 2014    |                        |
| 94/42  | Антена              | 14 жовтня 2014    |                        |
| 95/43  | Інструменти         | 16 жовтня 2014    |                        |
| 96/44  | Вузли               | 15 грудня 2014    |                        |
| 97/45  | Радіоняня           | 16 грудня 2014    | 16 грудня 2014         |
| 98/46  | Креслення           | 17 грудня 2014    | 17 грудня 2014         |
| 99/47  | Фіксифон            | 18 грудня 2014    | 18 грудня 2014         |
| 100/48 | Ліфт                | 19 квітня 2015    | 19 квітня 2015         |
| 101/49 | Курчатко            | 6 травня 2015     | 7 травня 2015          |
| 102/50 | Датчик              | 14 травня 2015    | 15 травня 2015         |
| 103/51 | Невидиме чорнило    | 21 травня 2015    | 22 травня 2015         |
| 104/52 | Присоска            | 31 травня 2015    | 1 червня 2015          |

| Номер  | Оригінальна назва  | Дата виходу       | Дата виходу на YouTube |
| ------ | ------------------ | ----------------- | ---------------------- |
| 105/1  | Аерозоль           | 22 червня 2015    | 26 червня 2015         |
| 106/2  | Кіно               | 21 серпня 2015    | 22 серпня 2015         |
| 107/3  | Ноти               | 18 вересня 2015   | 19 вересня 2015        |
| 108/4  | Конструктор        | 2 жовтня 2015     | 3 жовтня 2015          |
| 109/5  | Краса              | 16 жовтня 2015    | 17 жовтня 2015         |
| 110/6  | Копія              | 30 жовтня 2015    | 31 жовтня 2015         |
| 111/7  | Папуга             | 13 листопада 2015 | 14 листопада 2015      |
| 112/8  | Телевізор          | 12 грудня 2015    | 12 грудня 2015         |
| 113/9  | Програма           | 25 грудня 2015    | 26 грудня 2015         |
| 114/10 | Унітаз             | 8 січня 2016      | 9 січня 2016           |
| 115/11 | Колесо             | 21 березня 2016   | 19 березня 2016        |
| 116/12 | Мікроби            | 13 травня 2016    | 14 травня 2016         |
| 117/13 | Сито               | 5 серпня 2016     | 6 серпня 2016          |
| 118/14 | Тренажер           | 30 вересня 2016   | 1 жовтня 2016          |
| 119/15 | Парасолька         | 28 жовтня 2016    | 29 жовтня 2016         |
| 120/16 | Праска             | 25 листопада 2016 | 25 листопада 2016      |
| 121/17 | Вітаміни           | 9 грудня 2016     | 9 грудня 2016          |
| 122/18 | Шоколад            | 21 січня 2017     | 21 січня 2017          |
| 123/19 | Підводний човен    | 4 лютого 2017     | 4 лютого 2017          |
| 124/20 | Павучок            | 1 квітня 2017     | 1 квітня 2017          |
| 125/21 | Гроші              | 29 квітня 2017    | 12 травня 2017         |
| 126/22 | Годівниця          | 9 червня 2017     | 9 червня 2017          |
| 127/23 | Рюкзак             | 24 червня 2017    | 7 липня 2017           |
| 128/24 | Посудомийна машина | 24 червня 2017    | 4 серпня 2017          |
| 129/25 | Машина часу        | 22 липня 2017     | 1 вересня 2017         |
| 130/26 | Зубна паста        | 22 вересня 2017   | 22 вересня 2017        |
| 131/27 | Вертоліт           | 14 жовтня 2017    | 27 жовтня 2017         |
| 132/28 | Кавоварка          | 11 листопада 2017 | 24 листопада 2017      |
| 133/29 | Кріплення          | 9 грудня 2017     | 22 грудня 2017         |
| 134/30 | Вірус              | 15 грудня 2017    | 15 грудня 2017         |
| 135/31 | Сковорідка         | 15 лютого 2018    | 15 лютого 2018         |
| 136/32 | Вікно              | 2 березня 2018    | 2 березня 2018         |
| 137/33 | Бетон              | 6 квітня 2018     | 6 квітня 2018          |
| 138/34 | Аналіз крові       | 8 червня 2018     | 8 червня 2018          |
| 139/35 | Телескоп           | 6 липня 2018      | 6 липня 2018           |
| 140/36 | Коштовність        | 10 серпня 2018    | 10 серпня 2018         |
| 141/37 | Вода               | 31 серпня 2018    | 31 серпня 2018         |
| 142/38 | Зірка              | 5 жовтня 2018     | 5 жовтня 2018          |
| 143/39 | Світлофор          | 2 листопада 2018  | 2 листопада 2018       |
| 144/40 | Камінь             | 7 грудня 2018     | 7 грудня 2018          |
| 145/41 | Маскарад           | 28 грудня 2018    | 28 грудня 2018         |
| 146/42 | Бутерброд          | 25 січня 2019     | 25 січня 2019          |
| 147/43 | Детектив           | 15 лютого 2019    | 15 лютого 2019         |
| 148/44 | Піраміда           | 1 березня 2019    | 1 березня 2019         |
| 149/45 | Сонячне затемнення | 12 квітня 2019    | 12 квітня 2019         |
| 150/46 | Серце              | 24 травня 2019    | 24 травня 2019         |
| 151/47 | Олівець            | 28 червня 2019    | 28 червня 2019         |
| 152/48 | Пупс               | 1 серпня 2019     | 2 серпня 2019          |
| 153/49 | Клей               | 30 серпня 2019    | 30 серпня 2019         |
| 154/50 | Хокей              | 4 жовтня 2019     | 4 жовтня 2019          |
| 155/51 | Пластик            | 1 листопада 2019  | 1 листопада 2019       |
| 156/52 | Ґудзик             | 7 грудня 2019     | 7 грудня 2019          |
| 157/53 | Зефір              | 27 грудня 2019    | 27 грудня 2019         |

| Номер  | Оригінальна назва     | Дата виходу       | Дата виходу на YouTube |
| ------ | --------------------- | ----------------- | ---------------------- |
| 158/1  | Фортепіано            | 16 лютого 2020    | 29 лютого 2020         |
| 159/2  | Парашут               | 23 лютого 2020    | 27 березня 2020        |
| 160/3  | Гачок                 | 2 березня 2020    | 24 квітня 2020         |
| 161/4  | 3D-принтер            | 9 березня 2020    | 22 травня 2020         |
| 162/5  | Зуб                   | 16 березня 2020   | 10 червня 2020         |
| 163/6  | Танці                 | 23 березня 2020   | 17 липня 2020          |
| 164/7  | Фоторедактор          | 24 серпня 2020    | 5 березня 2021         |
| 165/8  | Батут                 | 24 серпня 2020    | 19 березня 2021        |
| 166/9  | Шифр                  | 28 серпня 2020    | 28 серпня 2020         |
| 167/10 | Подарунок             | 13 вересня 2020   | 2 квітня 2021          |
| 168/11 | Кістки                | 25 вересня 2020   | 25 жовтня 2020         |
| 169/12 | Ластик                | 18 жовтня 2020    | 7 травня 2021          |
| 170/13 | Автопілот             | 1 листопада 2020  | 28 травня 2021         |
| 171/14 | Сміття                | 6 листопада 2020  | 6 листопада 2020       |
| 172/15 | Вічний двигун         | 15 листопада 2020 | 25 червня 2021         |
| 173/16 | Енергія               | 27 листопада 2020 | 27 листопада 2020      |
| 174/17 | Інтернет-магазин      | 13 грудня 2020    | 23 липня 2021          |
| 175/18 | Санки                 | 25 грудня 2020    | 25 грудня 2020         |
| 176/19 | Рентген               | 17 січня 2021     | 6 серпня 2021          |
| 177/20 | Сенсорний екран       | 31 січня 2021     | 27 серпня 2021         |
| 178/21 | Енергозбереження      | 8 лютого 2021     | 1 жовтня 2021          |
| 179/22 | День народження       | 24 лютого 2021    | 26 лютого 2021         |
| 180/23 | Гикавка               | 14 березня 2021   | 22 жовтня 2021         |
| 181/24 | Пам'ять               | 26 березня 2021   | 5 листопада 2021       |
| 182/25 | Сорочка               | 18 квітня 2021    | 23 квітня 2021         |
| 183/26 | Кондиціонер           | 30 квітня 2021    | 19 листопада 2021      |
| 184/27 | Комікс                | 16 травня 2021    | 3 грудня 2021          |
| 185/28 | Атракціон             | 30 травня 2021    | 21 січня 2021          |
| 186/29 | Хованки               | 13 червня 2021    | 2022                   |
| 187/30 | Гіпс                  | 13 серпня 2021    | 2022                   |
| 188/31 | Шпаргалка             | 27 серпня 2021    | 2022                   |
| 189/32 | Страховка             | 27 серпня 2021    | 2022                   |
| 190/33 | Контакт               | 27 серпня 2021    | 2022                   |
| 191/34 | Гіроскутер            | 10 вересня 2021   | 10 вересня 2021        |
| 192/35 | Кросівки              | 24 вересня        | 2022                   |
| 193/36 | Віртуальна реальність | 15 жовтня 2021    | 2022                   |
| 194/37 | Вежа                  | 29 жовтня 2021    | 2022                   |
| 195/38 | Гітара                | 12 листопада 2021 | 2022                   |
| 196/39 | Голограма             | 26 листопада 2021 | 2022                   |
| 197/40 | Метеостанція          | 10 грудня 2021    | 2022                   |
| 198/41 | Голосовий помічник    | 24 грудня 2021    | 24 грудня 2021         |
| 199/42 | Сніг                  | 31 грудня 2021    | 31 грудень 2022        |
| 200/43 | Насос                 | 14 січня 2022     | 2023                   |
| 201/44 | Мухоловка             | 28 січня 2022     | 2023                   |
| 202/45 | Квадрокоптер          | 4 лютого 2022     | 2023                   |
| 203/46 | Гойдалка              | 18 лютого 2022    | 2023                   |
| 204/47 | Книга                 | 4 березня 2022    | 2023                   |
| 205/48 | Навушники             | 18 березня 2022   | 2023                   |
| 206/49 | Зарядка               | 1 квітня 2022     | 2023                   |
| 207/50 | Комп'ютер             | 15 квітня 2022    | 2022                   |
| 208/51 | Фонограма             | 29 квітня 2022    | 2023                   |
| 209/52 | Поєдинок              | 13 травня 2022    | 2023                   |
| 210/53 | Літак                 | 18 листопада 2022 | 2022                   |

### П'ятий сезон (Фіксики дай п'ять)
| Номер  | Оригінальна назва | Дата виходу       | Дата виходу на YouTube |
| ------ | ----------------- | ----------------- | ---------------------- |
| 211/1  | Музей             | 1 грудня 2022     | 2023                   |
| 212/2  | Кристал           | 1 грудня 2022     | 2023                   |
| 213/3  | Дім               | 8 грудня 2022     | 2023                   |
| 214/4  | Екскурсія         | 15 грудня 2022    | 2023                   |
| 215/5  | Турнікет          | 22 грудня 2022    | 2023                   |
| 216/6  | Ялинка            | 31 грудня 2022    | 2023                   |
| 217/7  | Мультиварка       | 26 січня 2023     | 2024                   |
| 218/8  | Робот-пилосос     | 9 лютого 2023     | 2024                   |
| 219/9  | Підйомний кран    | 23 лютого 2023    | 2024                   |
| 220/10 | Окуляри           | 9 березня 2023    | 2024                   |
| 221/11 | Телекінез         | 23 березня 2023   | 2024                   |
| 222/12 | Скелет            | 6 квітня 2023     | 2024                   |
| 223/13 | Вакуум            | 23 квітня 2023    | 2024                   |
| 224/14 | Профіль           | 4 травня 2023     | 2024                   |
| 225/15 | Відкриття         | 18 травня 2023    | 2024                   |
| 226/16 | Трамвай           | 1 червня 2023     | 2024                   |
| 227/17 | Бинт              | 15 червня 2023    | 2024                   |
| 228/18 | Картина           | 29 червня 2023    | 2024                   |
| 229/19 | Трансформатор     | 13 липня 2023     | 2024                   |
| 230/20 | Орігамі           | 27 липня 2023     | 2024                   |
| 231/21 | Кінські сили      | 10 серпня 2023    | 2024                   |
| 232/22 | Принцеса          | 24 серпня 2023    | 2024                   |
| 233/23 | Марсохід          | 7 вересня 2023    | 2024                   |
| 234/24 | Метелик           | 5 жовтня 2023     | 2024                   |
| 235/25 | Лицар             | 19 жовтня 2023    | 2024                   |
| 236/26 | Домовик           | 19 жовтня 2023    | 2024                   |
| 237/27 | Паровоз           | 16 листопада 2023 | 2023                   |
| 238/28 | Квест             | 30 листопада 2023 | 2024                   |
| 239/29 | ДНК               | 14 грудня 2023    | 2024                   |
| 240/30 | Хлопавка          | 28 грудня 2023    | 2024                   |
| 241/31 | Рекорд            | 18 січня 2024     | 2024                   |
| 242/32 | Краскопульт       | 25 січня 2024     | 2024                   |
| 243/33 | Календар          | 8 лютого 2024     | 2024                   |
| 244/34 | Смартфон          | 22 лютого 2024    | 2024                   |
| 245/35 | Павутина          | 7 березня 2024    | 2024                   |
| 246/36 | Зростання         | 21 березня 2024   | 2025                   |
| 247/37 | Радіатор          | 4 квітня 2024     | 2025                   |
| 248/38 | Похід             | 2 травня 2024     | 2025                   |
| 249/39 | Бумеранг          | 27 червня 2024    | 2025                   |
| 250/40 | Яблуко            | 11 липня 2024     | 2025                   |
| 251/41 | Жереб             | 25 липня 2024     | 2025                   |
| 252/42 | Волейбол          | 8 серпня 2024     | 2025                   |
| 253/43 | Вчитель           | 5 вересня 2024    | 2025                   |
| 254/44 | Заправка          | 19 вересня 2024   | 2024                   |
| 255/45 | Близнюки          | 3 жовтня 2024     | 2025                   |
| 256/46 | Супутник          | 3 жовтня 2024     | 2025                   |
| 257/47 | Терменвокс        | 17 жовтня 2024    | 2025                   |
| 258/48 | Фітнес-браслет    | 31 жовтня 2024    | 2025                   |
| 259/49 | Комбінезон        | 14 листопада 2024 | 2025                   |